# Бурево
Бурево е село в Южна България. То се намира в община Неделино, област Смолян.

## География
Село Бурево се намира в планински район. Намира се на средата на пътя между Средец и Гърнати; най-близкият голям град е Неделино на около 12 км.
Бурево се е обособило в 2 квартала – Калеканце и Камбурце, на имената на по-големите фамилии в селото, както и един нов квартал застроен през 1990-те.
От землището на Бурево извира река Тикленска – ляв приток на Неделинска река. Непосредствено под селото по стария път за с. Гърнати се намира водопад в скалното корито на реката наречен „Бездъник“. Климатът е умерен, зимите не са много студени. Поминък за местните хора са предимно отглеждането на картофи, тютюн, говедовъдството и дървообработката.

## История
Според преданията селото съществува още през 19 век. До 27 септември 1983 Бурево не е било обособено като отделно селище, макар че е едно от старите населени места в района. На няколко пъти е било приобщавано като квартал на близкото по-голямо село Средец.
В указ № 2932 от 27 септември 1983 за административно-териториални промени в страната (Благоевградски, Варненски, Кюстендилски, Пазарджишки, Пернишки, Пловдивски, Смолянски, Старозагорски, Хасковски, Шуменски окръг и София)
Обн., ДВ, бр. 76 от 30 септември 1983 г., в сила от 30 септември 1983 г., попр., бр. 80 от 14 октомври 1983 г.
Чл. 4. 3. Отделя квартал „Бурево“ от село Средец, Неделинска община, и го признава за село с наименование Бурево към същата община.

## Културни и природни забележителности
- Бурево се намира в подножието на връх Алада, който се слави със скален масив обрасъл със здравец; с неизследвана пещера, чийто вход е почти затрупан вече; няколко обособени места за отдих; с чиста много студена планинска вода; много красиви букови, борови и елхови гори. През този връх е минавал стар път за Беломорието.

## Личности
- В Бурево е роден Свилен Капсъзов (1941 – 1992), журналист, писател и депутат. Негова творба е „В скута на Алада“, а най-сериозни прояви има като редактор на списание „Родопи“.
- В селото са известни и няколко имена на хайдути от времето на Петко войвода.